# Pierre Paquet
Pour les articles homonymes, voir Paquet.
Pierre Paquet, né le 6 août 1875, à Felletin (Creuse), mort le 14 juillet 1959 dans le 7e arrondissement de Paris, est un architecte français.

## Biographie
Élève de l'École des beaux-arts et de l'École des arts décoratifs, Pierre Paquet fut élève des architectes Émile Vaudremer (1829-1914), de l'Institut, et Charles Genuys (1852-1928), architecte diocésains.

Comble en béton de la cathédrale Notre-Dame-et-Saint-Vaast d'Arras, reconstruction d'après la Première Guerre mondiale.

Il fut lui-même reçu au concours des architectes diocésains en 1901, chargé respectivement des diocèses de Cambrai, Blois, puis Bordeaux. Après 1905 et la suppression des architectes diocésains, il fut admis au concours de 1905 et devint architecte en chef des monuments historiques, jusqu'en 1947. Chargé des édifices cultuels Pas-de-Calais, des Ardennes, puis du château de Nantes et des édifices classés de Poitiers. Après la Première Guerre mondiale il conserve le Pas-de-Calais. En 1919 et 1921, il est chargé de la restauration de l'hôtel de Cluny, de la Sainte-Chapelle, de l'ancien prieuré Saint Martin des Champs (CNAM) à Paris. En 1923, il obtient la prestigieuse charge de la restauration du Mont Saint-Michel.
Devenu adjoint à l'Inspection générale des monuments historiques depuis 1916 et devint Inspecteur général en 1920. Il collabora ensuite à la construction de plusieurs édifices religieux, en particulier l'église du Sacré-Cœur de Gentilly, élément bien connu du paysage périphérique de Paris. Il fut aidé par son fils Jean-Pierre Paquet, lui aussi architecte. Il initie la création du Centre de recherches sur les monuments historiques en 1934.
Après la Seconde Guerre mondiale, il est chargé de piloter le projet de construction du nouveau bourg d'Oradour-sur-Glane.
Il prend sa retraite en 1947.

## Distinctions
- Commandeur de la Légion d'honneur (1938), nommé chevalier en 1920 et promu officier en 1926.

## Œuvres
- Hôtel de ville, beffroi et cathédrale Notre-Dame-et-Saint-Vaast d'Arras, reconstruction après les destructions de la guerre de 1914-1918.
- Lycée Jules-Ferry de Paris, établissement public, 1913.
- Église du Sacré-Cœur de Gentilly, ancienne chapelle de la Cité internationale universitaire de Paris, 1933-1935.

## Publications
- Pierre Paquet, « Technique de la restauration des monuments historiques », dans Congrès archéologique de France. 97e session. Paris. 1934, Paris, Société française d'archéologie, 1935 (lire en ligne), p. 411-424